# 통영 케이블카

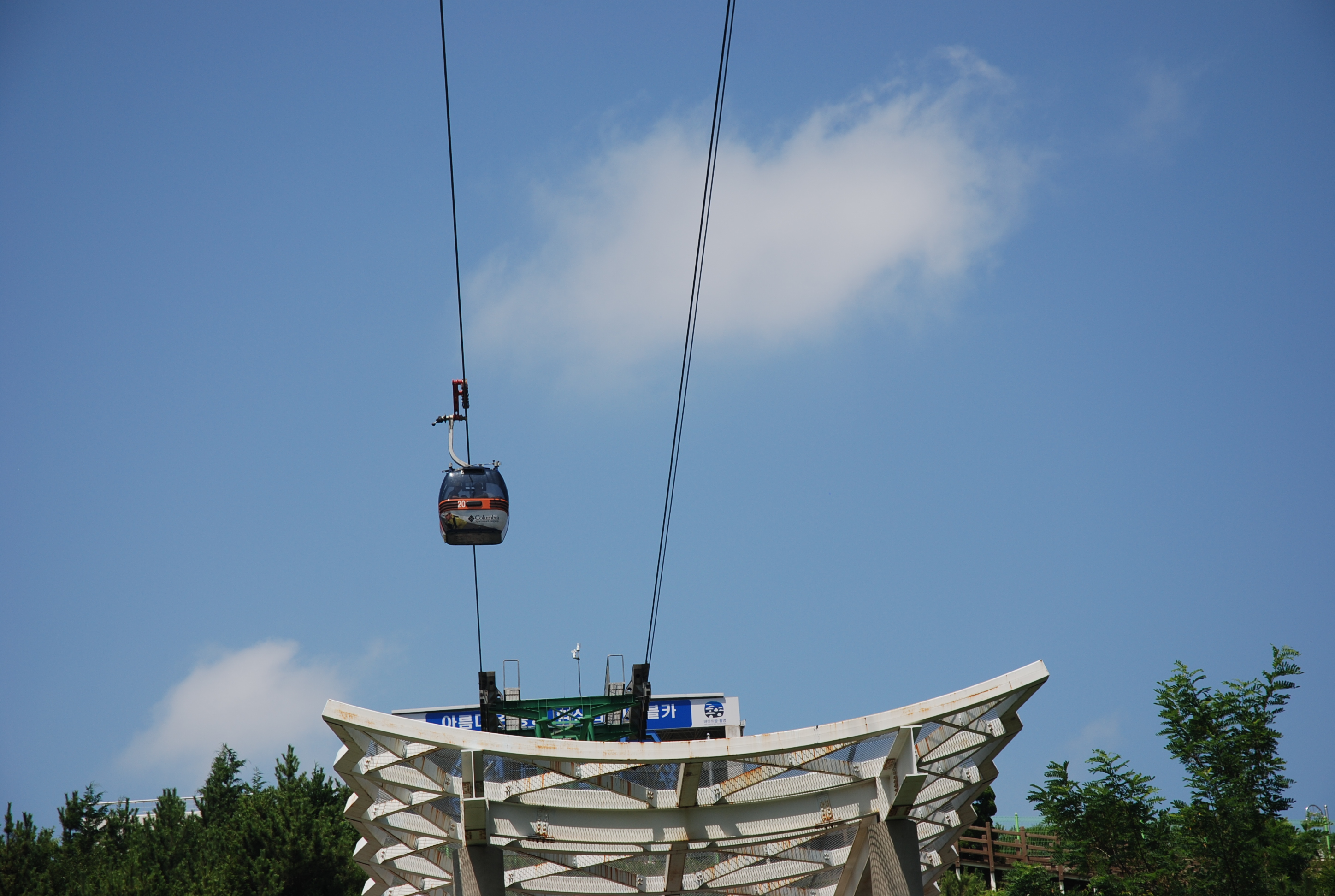
통영 케이블카

통영 케이블카(Tongyeong Ropeway)는 대한민국 경상남도 통영시 통영관광개발공사가 해발 461m 미륵산에서 운영하는 관광용 케이블카이다. 대한민국 내에서 가장 긴 1,975m의 케이블카로 정식 명칭은 《한려수도 조망 케이블카》이다.

## 개요

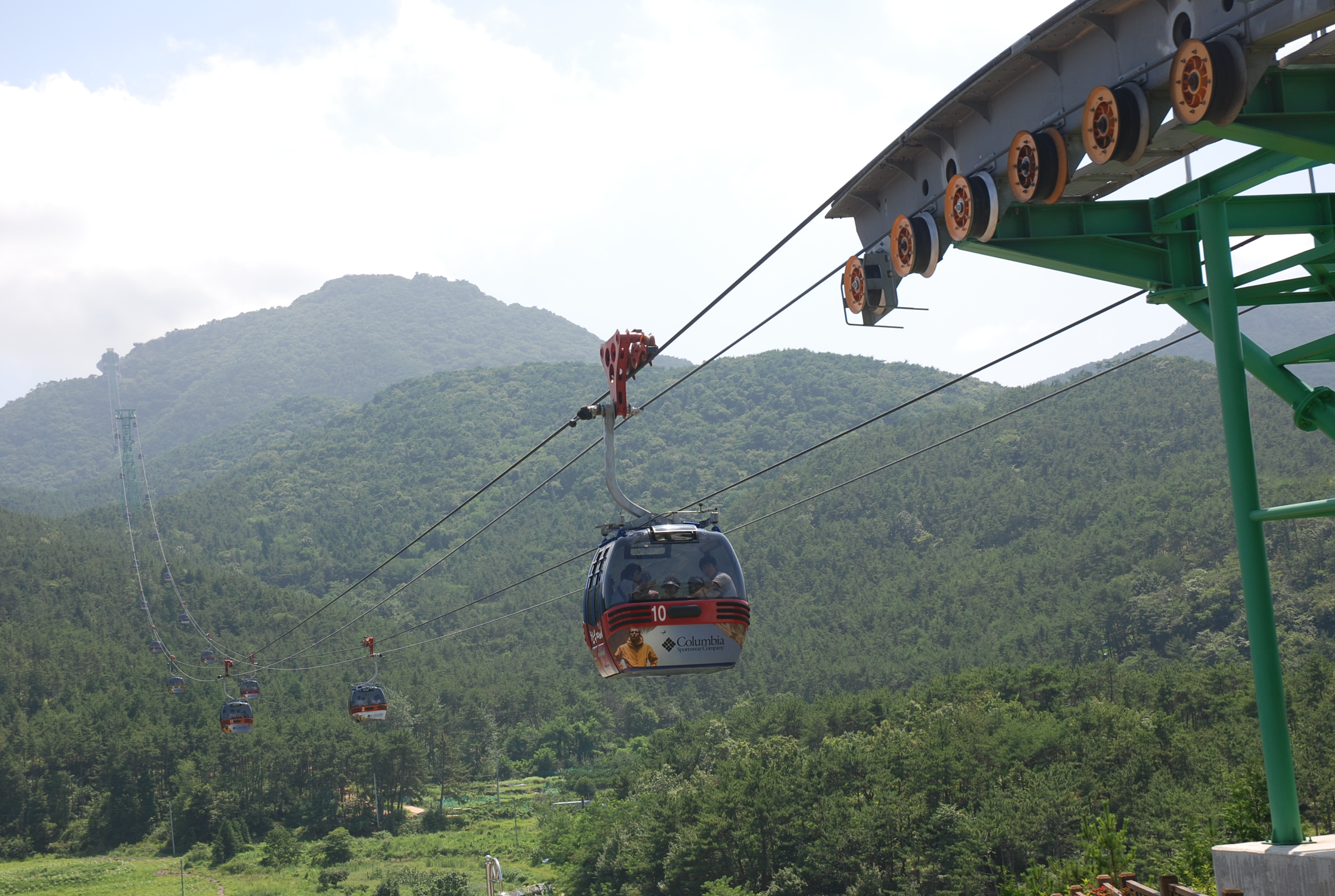
미륵산에 설치된 케이블카

한려수도 조망 케이블카는 해발 461m 미륵산(한국 100대 명산)에 위치하고 있으며, 《통영관광개발공사》가 운영하는 케이블카이다. 통영시와 통영관광개발공사가 남해안 관광벨트사업의 일환으로 사업비 173억 원을 들여 추진한 것이다.
1996년 이 사업은 지난 최초 시설 결정 이후, 2000년 4월 통영도시계획시설 조성계획 결정 등을 거치고, 2002년 12월 주민투표를 통해 12월 30일 착공하였다. 시공사는 (주)효성이며, 케이블카 장비는 스위스 가라벤타(Garaventa Lift Manufacturer of Swiss)의 제품을 사용하였다.
2008년 1월 시험운행을 거쳐, 3월 1일 상업 운행을 시작하였고, 4월 18일 케이블카 준공식과 개통행사를 진행하였다.
2009년 통영관광개발공사가 케이블카로만 벌어들인 매출은 90억원, 당기순이익 25억원을 거두었다.
2010년 2월 26일 오전 11시에 <향수>의 작가 정지용 시인의 시비가 설치돼 제막식을 열었다. 시인 정지용은 8·15 해방 후 정지용 시인이 청마 유치환 선생의 안내로 통영을 방문하여, 미륵산에 올라 '나는 통영포구와 한산도 일대의 아름다운 풍경을 내 문필로는 표현할 능력이 없다'는 요지의 기행문을 썼다.
2010년 3월 14일 200만명의 탑승객을 기록했다. 2011년 6월 9일에는 하루 입장객수 10,209명을 최초로 돌파했다. 2011년 8월 20일에는 3년 4개월만에 탑승객 400만명을 돌파하였다.
애초에는 수익성 저조와 환경파괴에 대한 지적이 있었지만, 2010년 12월 부산과 거제를 잇는 거가대로 개통 이후에는 탑승객이 30% 증가했다. 2010년을 기준으로 약 1천200억원의 경제적 파급효과가 발생한 것으로 추산하고 있으며, 이것은 인구 14만여명의 통영시가 시민들로부터 1년간 거둬들이는 세수 1천100억원과 맞먹는 수준이다.

## 케이블카

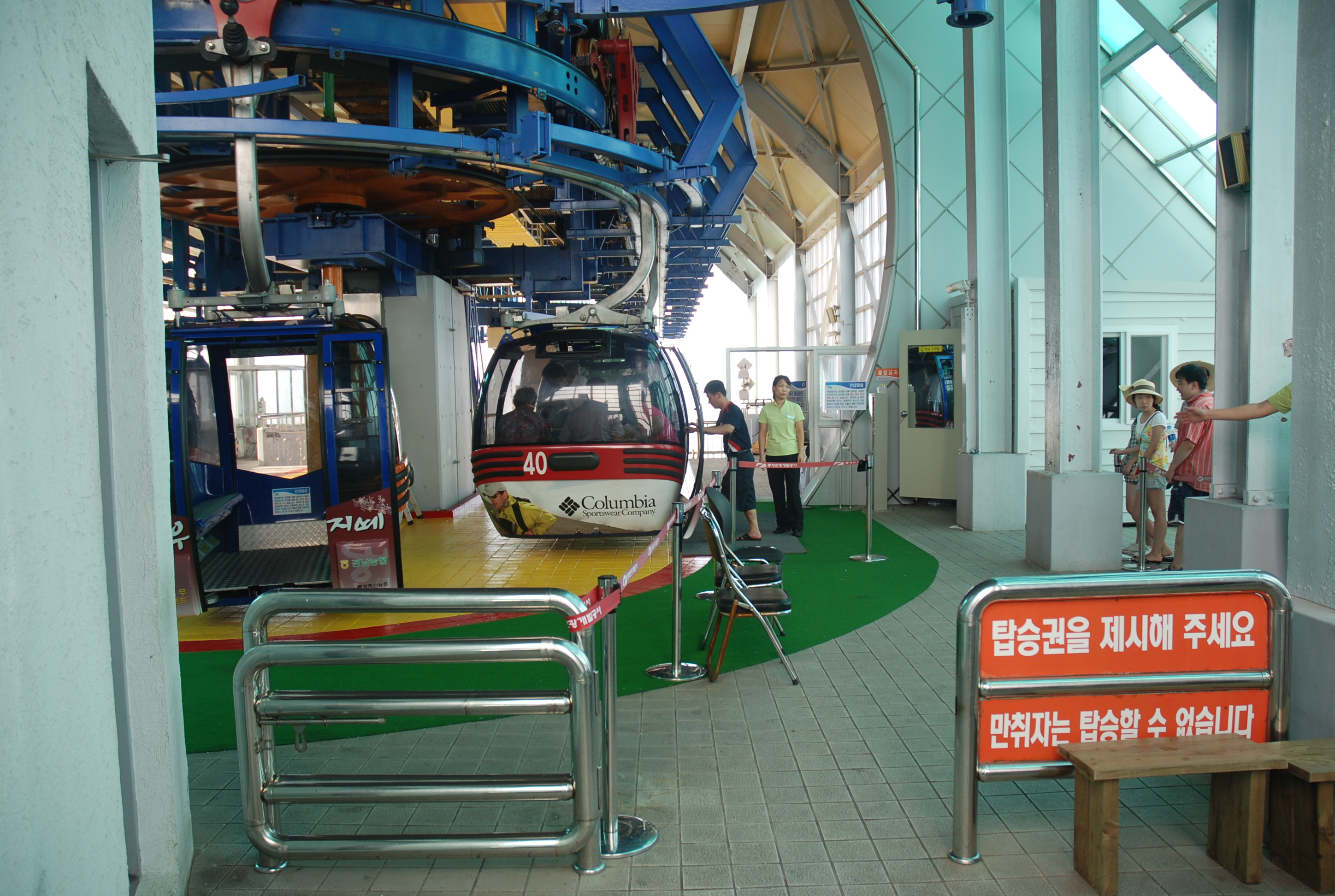
통영 케이블카 상부 역사

케이블카 장비는 스위스 가라벤타(Garaventa Lift Manufacturer of Swiss)의 제품을 사용하였다. 케이블 형식은 자동순환 2선식 곤돌라이며, 선로 거리는 1,975m로 한때 국내에서 가장 길었다.(이후 3.23㎞ 여수 해상케이블카가, 3.6km 춘천 삼악산 호수케이블카가 국내 최장을 갈아치우며, 경쟁적으로 개통되었다.) 최대 속도는 초속 6m로 약 10분이 소요된다. 곤돌라는 총 48대를 운행하며, 순환식 8인승으로 시간당 최대 1,000명의 관광객이 이용할 수 있다.

## 운영

### 주요 시설

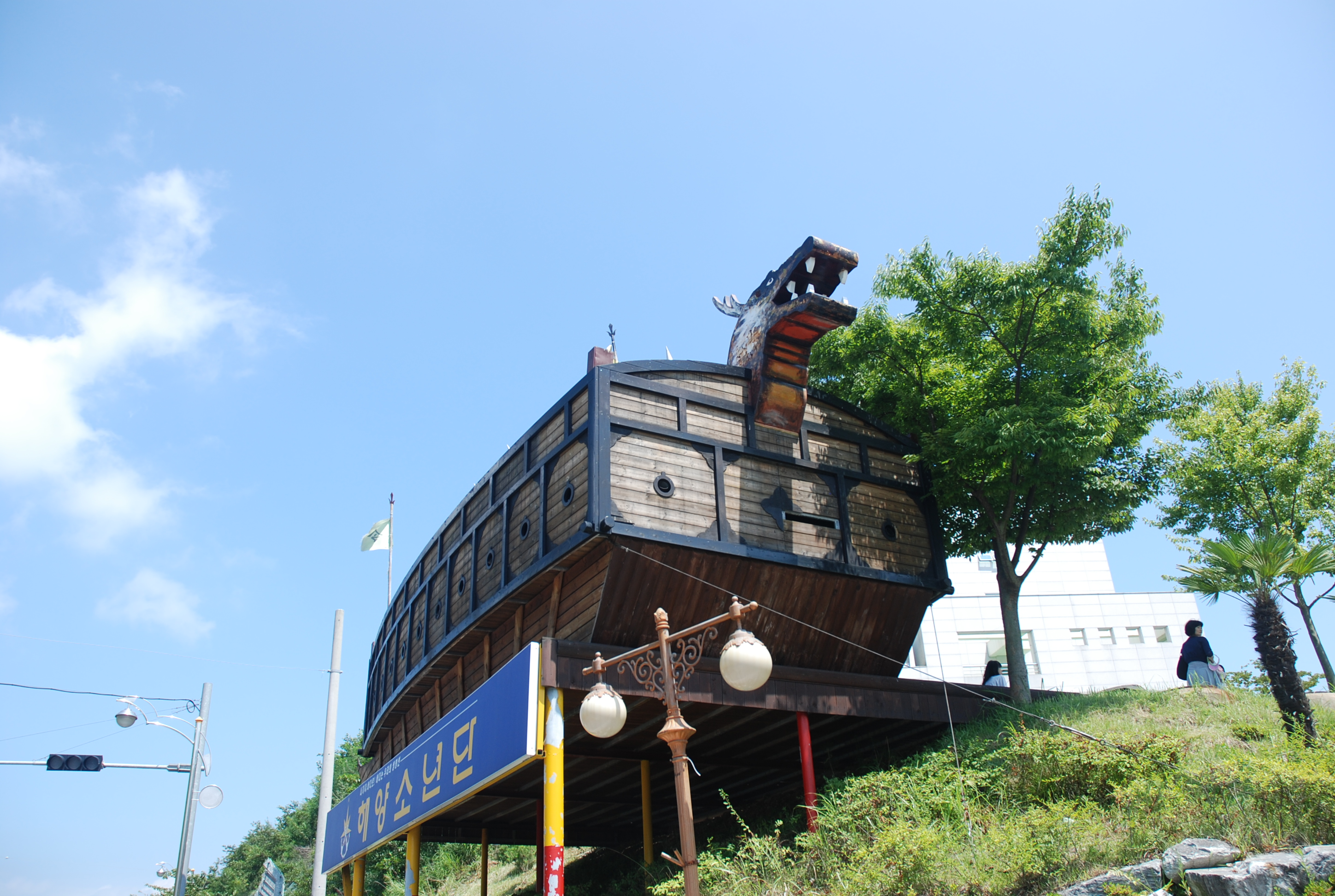
역사 맞은 편의 거북선 모형

- 하부역사 : 매표소, 케이블카 승·하차장, 식당, 매점, 주차장,
- 상부역사 : 케이블카 승·하차장, 스넥바, 전망대, 산책용 데크
- 주차장 : 전 주차장 무료 이용

### 요금 및 시간
2025년 8월 현재 요금은 개인 대인을 기준으로 왕복 17,000원이며, 소인은 13,000원이다. 단체(25인)나 65세 이상 경로우대자, 통영 시민은 할인이 가능하며, 국가유공자나 장애인도 할인을 받을 수 있다. 할인 시에는 반드시 증을 제시해야 한다. 자세한 요금은 통영케이블카 홈페이지에서 확인 가능하다.
매월 2주, 4주차 수요일 또는 공휴일 다음날 쉬며, 하절기(4~8월)을 기준으로 9:30 ~19:00까지 운행하지만, 하부 역사에서는 마감 한 시간 전인 18:00까지 탑승을 완료해야 한다. 자세한 운행시간은 통영케이블카 홈페이지에서 확인 가능하다.
2011년 2월 7일을 기준으로 1일 50명 한정이던 인터넷 예매은 중단되었으며, 현장 발권만 가능하다.

## 교통
시외버스터미널에서 도남동행 버스(100번대)를 이용하면 근방에 하차가 가능하며, 141번 버스를 이용할 경우 케이블카주차장이나 케이블카하부역사 정류장에서 하차가 가능하다.

## 사고 일지
2007년 6월 25일 하부역사내 공사현장에서 케이블에 와이어로프를 걸어 팽팽하게 당기던 작업을 하던 중 와이어로프가 갑자기 끊어져서 1명이 숨지고, 4명이 중경상을 입었다.
2008년 4월 19일 개통 하루만에 원인불명으로 운행이 중단되었다. 탑승객 150여명과 정상 정류장에서 탑승을 기다리고 있던 관광객 300여명 등이 30여분간 공중에 정지된 상태에서 공포에 떨었다.
2008년 5월 4일 컴퓨터 제어시스템 장애로 30여분간 운행 중단되었다.
2008년 5월 9일 세 번째 정지되는 사고가 일어나자 상업운전을 중단한 채 정밀점검과 설비보완을 벌여 6월 17일 재개통했다.
2008년 7월 6일 오후 3시 운행 도중 멈춰서 100여 명이 공중에서 2시간여 동안 발이 묶였다.
이후로 2016년까지 뚜렷한 사고는 없다. 매월 2주, 4주 월요일을 '정비의 날'을 정해 각종 장비를 철저히 점검했고, 고장 가능성이 있는 부품은 내구연한이 남았어도 교체하는 쪽으로 안전과 운영 노하우를 강화하였고, 상반기 하반기 대정비를 실시 시설관리에 힘을 쓰고 있다.

## 같이 보기
- 미륵산

## 화보

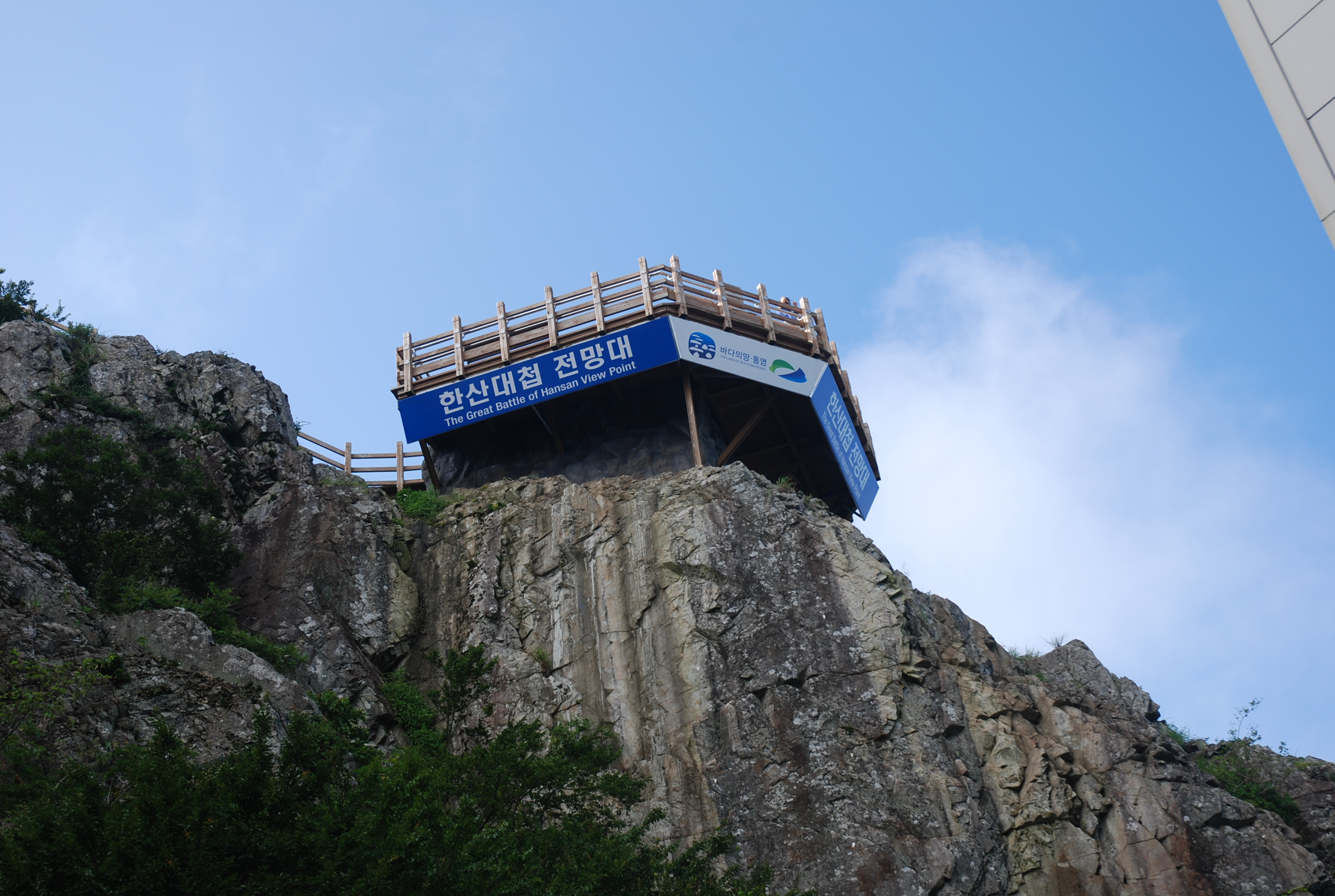
미륵산 한산대첩 전망대
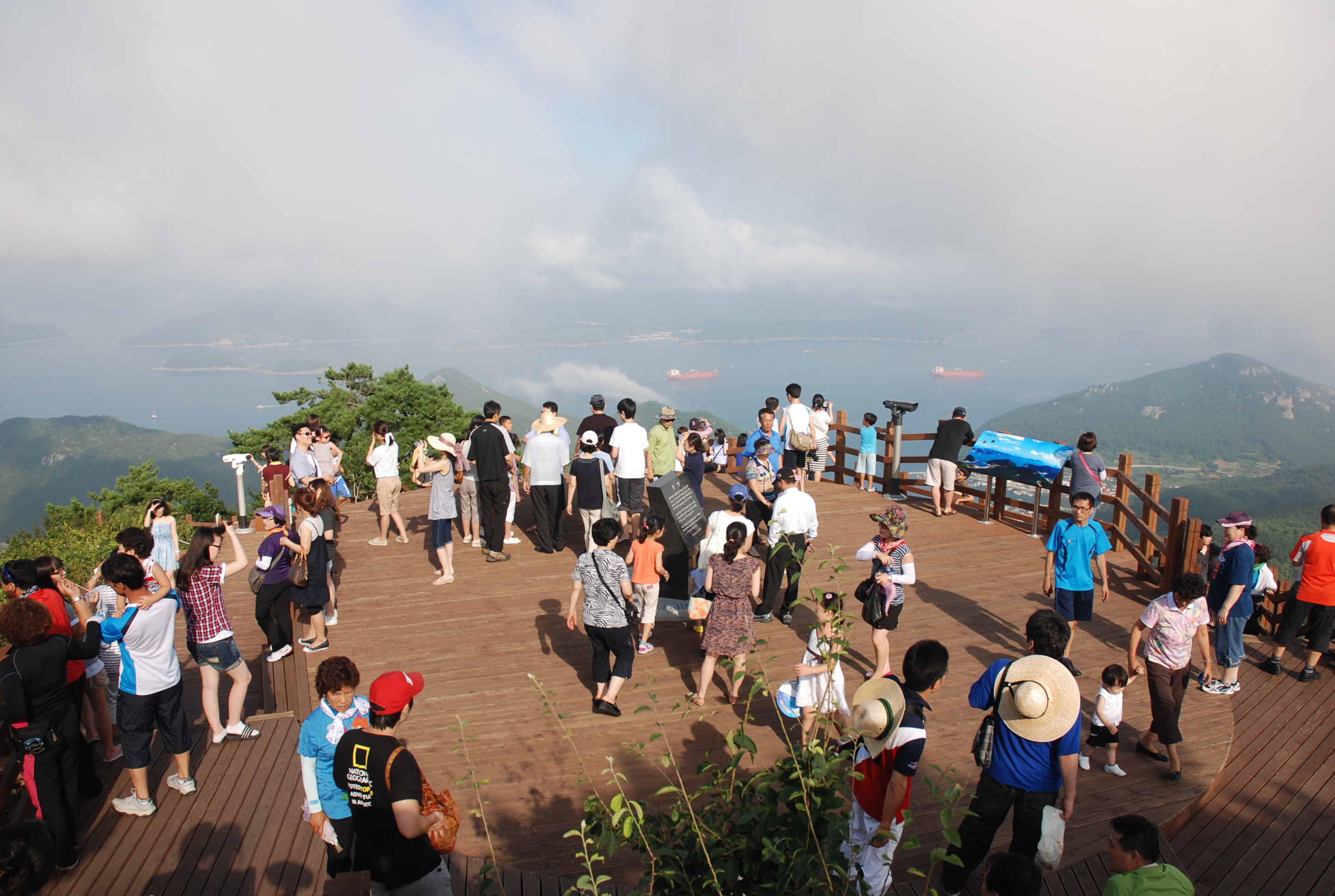
미륵산 신선대 전망대
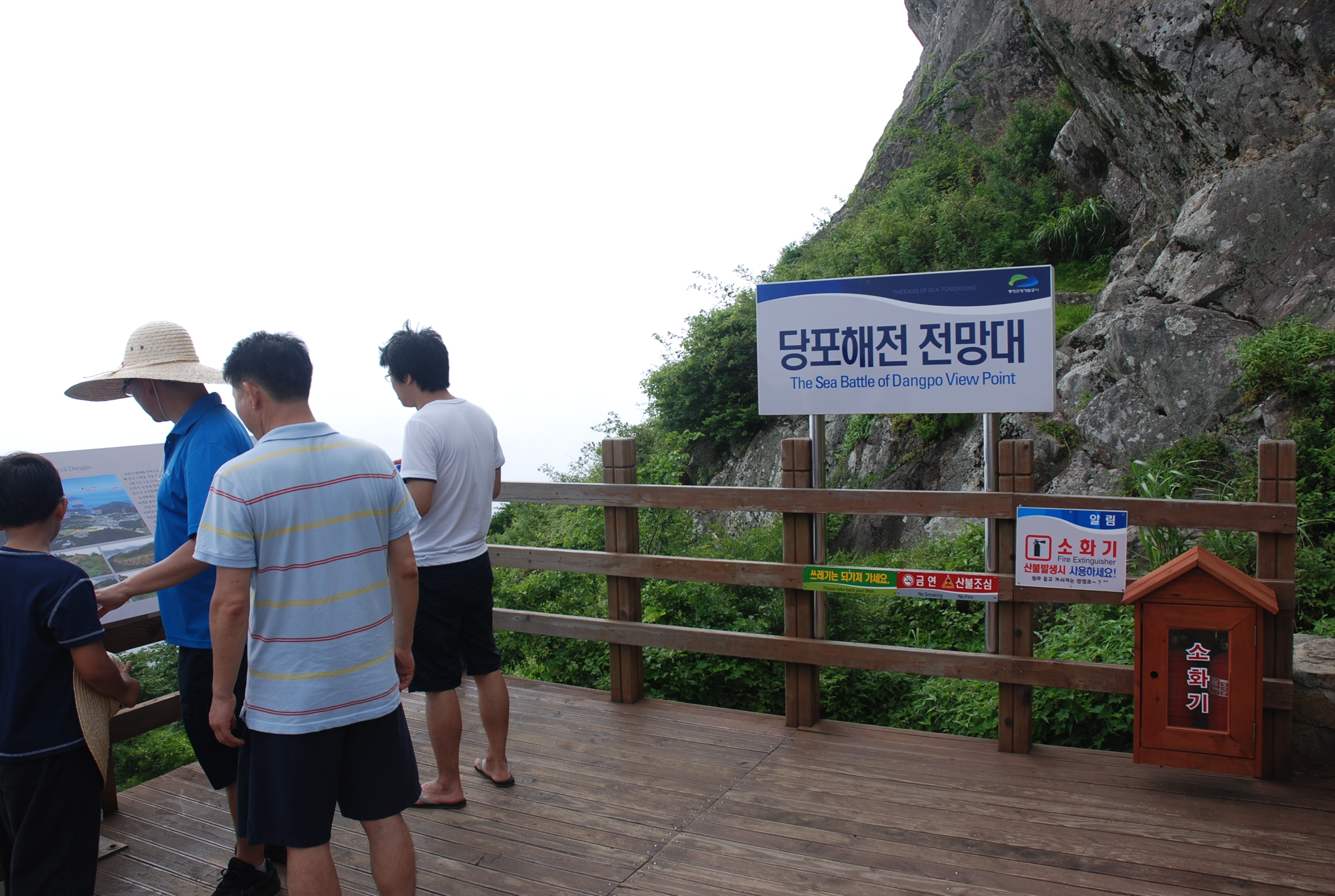
당포해전 전망대
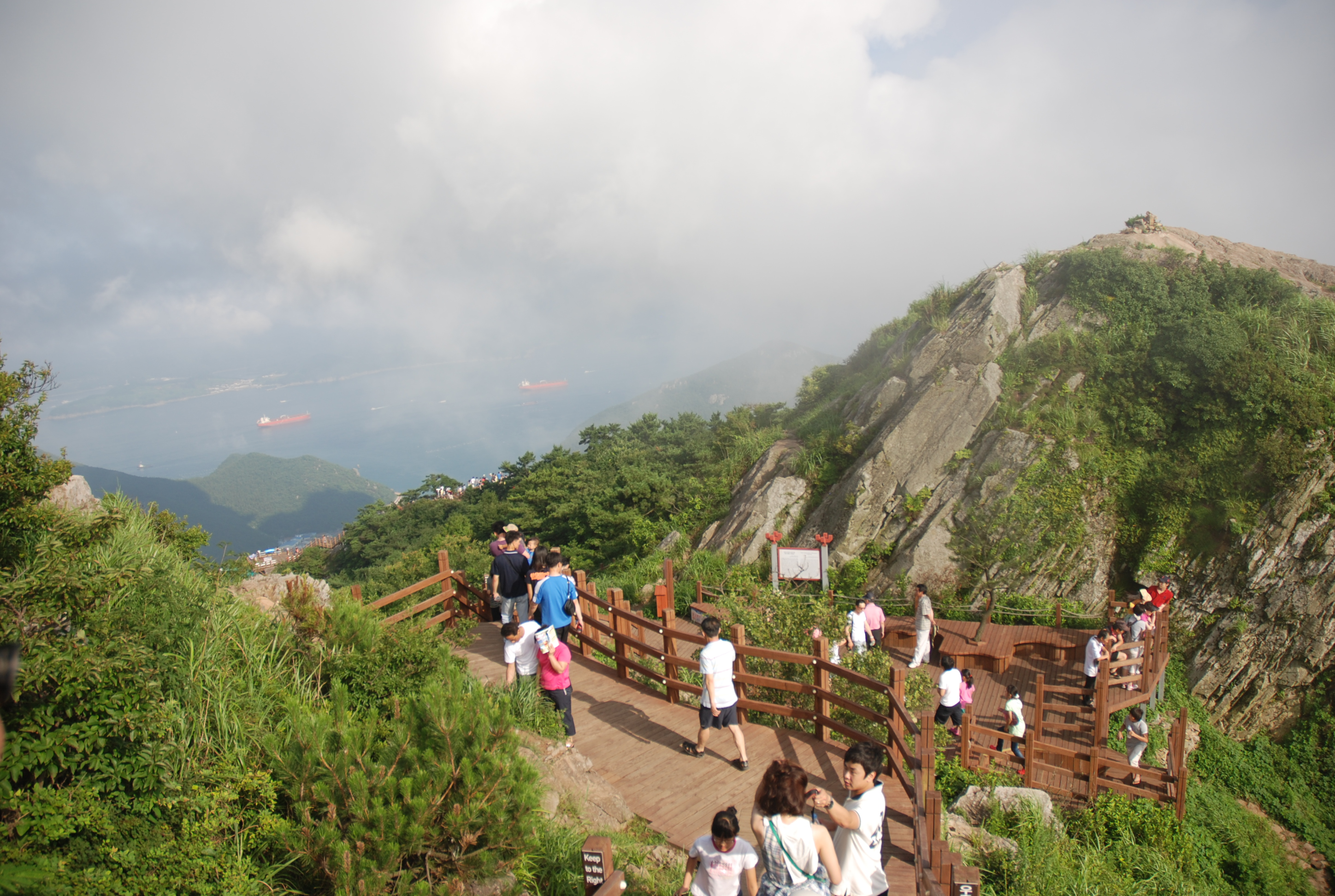
통영 미륵산 등반로
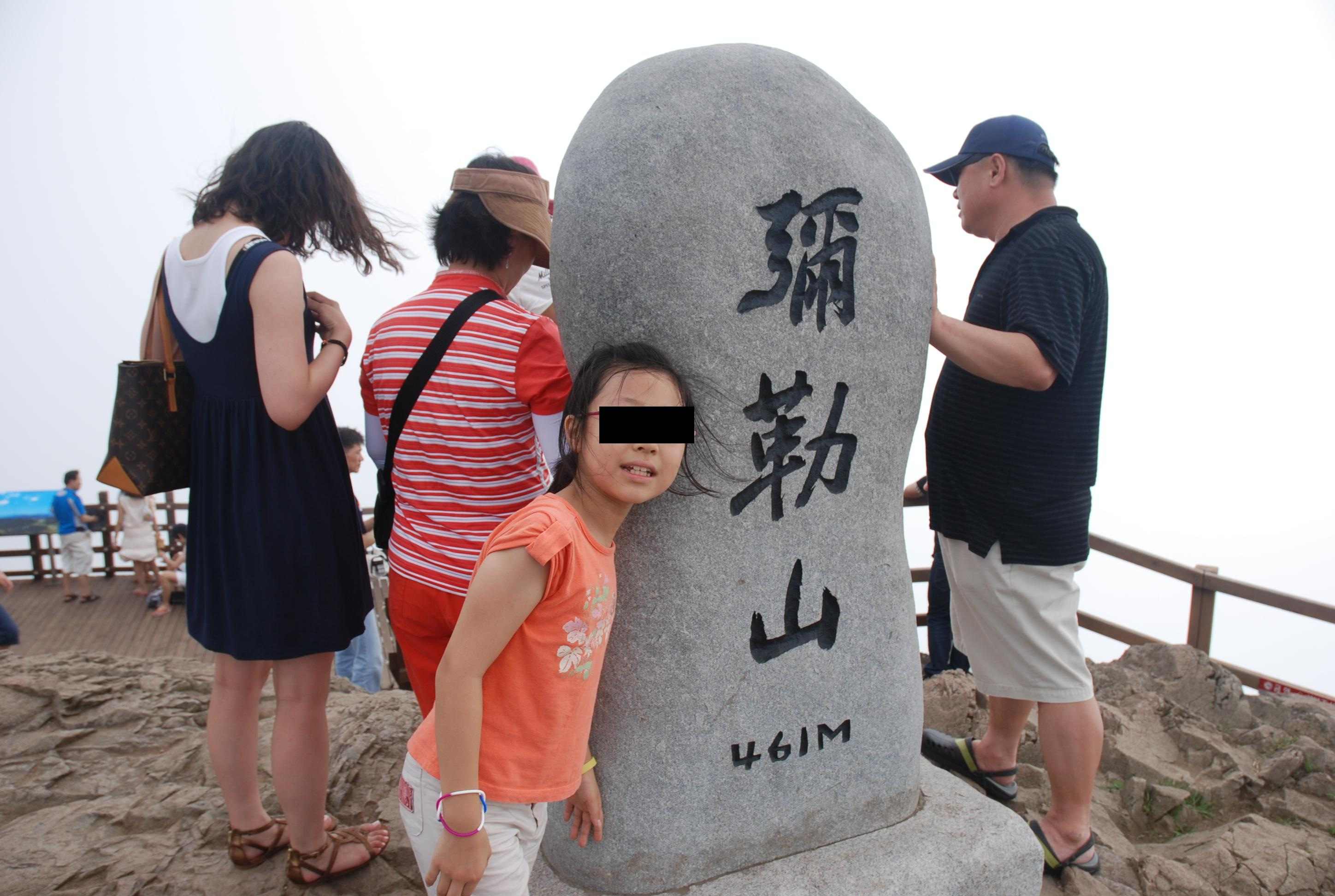
미륵산 정상